# 3. Sinfonie (Skrjabin)
Die 3. Sinfonie in c-Moll des russischen Komponisten Alexander Nikolajewitsch Skrjabin (1872–1915) trägt den Beinamen „Le divin poème“. Das dreisätzige Werk entstand 1902 bis 1904 und besitzt die Opuszahl 43.

## Entstehung und Uraufführung

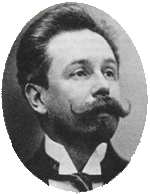
Alexander Skrjabin, Aufnahme um 1900

Alexander Skrjabins 3. Sinfonie wurde 1902 in Moskau begonnen und 1904 in der Schweiz fertiggestellt. Skrjabin entwickelte, beeinflusst unter anderem durch das philosophische Gedankengut Friedrich Nietzsches, in dieser Zeit die Vorstellung, der schöpferische Geist sei – gottesgleich – befähigt, die Welt zu einem höheren Sein zu erlösen. Aus diesen Ideen heraus ist der Beiname der Sinfonie „Divin poème“ (Göttliches Gedicht, teilweise auch in der Schreibweise „Poème divin“) sowie ein Programm zur Sinfonie zu verstehen, das von seiner zweiten Frau Tatjana de Schloezer stammt, von Skrjabin jedoch autorisiert wurde: „Der erste Satz des Poème divin, 'Luttes', schildert den Kampf zwischen dem durch eine personifizierte Gottheit versklavten Menschen und dem freien Menschen, der die Göttlichkeit in sich trägt. Dieser bleibt siegreich, aber sein Wille ist noch zu schwach, die eigene Göttlichkeit zu verkünden. Er stürzt sich in die Wonnen der sinnlichen Welt. Das ist der Inhalt des zweiten Satzes 'Voluptés'. Da erwächst ihm vom Grunde seines Seins erhabene Kraft, die ihm hilft, seine Schwäche zu überwinden, und im letzten Satz 'Jeu divin' gibt sich der seiner Fesseln ledige Geist der Freude des freien Daseins hin.“
Die Uraufführung der 3. Sinfonie erfolgte am 29. Mai 1905 in Paris unter der Leitung von Arthur Nikisch. Das Werk fand gespaltene Aufnahme, der Rezensent Amadée Boutarel von Le Ménestrel sah „ein völliges Mißverhältnis zwischen den philosophischen Absichten des Autors und der Aussage des Werks, das trotz einer gewissen Meisterschaft der Faktur weder durch Erhabenheit der musikalischen Gedanken glänzt noch durch ein aufrichtiges und eindringliches Gefühl“. The Musical Courier hingegen befand: „Skrjabin […] hat kühne, freie und sonore Orchesterwendungen, ist fähig, jugendlich und voll Enthusiasmus, seine Musik ist durch und durch interessant und originell.“ Skrjabins Komponistenkollege Alexander Glasunow schätzte das Werk hoch.

## Instrumentation und Spieldauer
Die Partitur sieht folgende Besetzung mit deutlich erweitertem Bläserapparat vor: Piccolo, 3 Flöten, 3 Oboen, Englischhorn, 3 Klarinetten, Bassklarinette, 3 Fagotte, Kontrafagott, 8 Hörner, 5 Trompeten, 3 Posaunen, Tuba, Pauken, 2 Harfen, Tamtam, Glockenspiel und Streicher.
Die Aufführungsdauer beträgt etwa 45 bis 50 Minuten.

## Charakterisierung und Satzfolge
Skrjabins 3. Sinfonie ist dreisätzig, wobei die Sätze attacca ineinander übergehen. Damit steht sie formal im Übergang zwischen seinen ersten beiden Sinfonien (6 bzw. 5 Sätze) und den noch folgenden, nurmehr einsätzigen Sinfonischen Dichtungen (Le Poème de l’Extase, Prométhée. Le Poème du feu).
I. Lento. Divin, grandiose – Luttes. Allegro mysterieux, tragique
Der Satz folgt einer erweiterten Sonatenform und besitzt zwei Durchführungen, in denen die Themen gemäß der Überschrift „Luttes“ („Kämpfe“) kontrastiert werden. Die Einleitung wird durch ein wuchtig-heroisches Motiv eröffnet, gefolgt von einem dissonanten Akkord mit Trompetensignal und abschließenden Dreiklangsbrechungen. Diese „Leitgruppe“ zieht sich mottoartig nicht nur durch den ersten Satz, sondern erscheint abgewandelt auch im 2. Satz und beschließt am Ende die ganze Sinfonie.
II. Voluptés. Lento, sublime
Ein bereits in den Durchführungen des 1. Satzes erscheinendes Motiv dominiert den zweiten, in dreiteiliger Liedform (A-B-A) gehaltenen Satz, der in lyrisch-chromatischem Duktus eine „Tristan“-artige Atmosphäre einschließlich Vogelrufen ähnlich wie im 3. Satz der 2. Sinfonie beschwört („Voluptés“ = „Genüsse“).
III. Jeu Divin. Allegro, avec une joie éclatante
Der letzte Satz („Jeu Divin“ = „Göttliches Spiel“) folgt wiederum der Sonatenform. Bereits sein Hauptgedanke ist vom Motto des 1. Satzes abgeleitet. Am Ende des Satzes erscheinen das zur Apotheose gesteigerte Hauptthema des 2. sowie der Leitgedanke des 1. Satzes.